# Asociación Mundial de Cardiología
La Asociación o Federación Mundial de Cardiología, más conocida como World Heart Association es una organización a nivel mundial centrada en el estudio y difusión de los avances médicos del corazón. Con sede en Ginebra, engloba las asociaciones nacionales de cardiología de la mayoría de países del mundo. Publican las directrices de la actual política de Estilos de Vida Preventivos de los eventos cardiovasculares y organiza anualmente el Congreso Mundial de Cardiología.
Entre sus presidentes cabe destacar a Valentín Fuster, cardiólogo español actual jefe del servicio de Cardiología del Hospital Mount Sinai de Nueva York y referente mundial en salud cardiovascular.